# 川村駅 (愛知県)
川村駅（かわむらえき）は、愛知県名古屋市守山区川村町にある、名古屋ガイドウェイバスガイドウェイバス志段味線（ゆとりーとライン）の停留場である。駅番号はY07。

## 歴史
計画当初の仮称は「松川橋駅」であった。
- 2001年（平成13年）3月23日 - 開業[1]。

## 停留場構造
相対式2面2線ホームをもつ高架駅。駅員は配置されていない。

### のりば
| のりば | 路線      | 方向 | 行先                           |
| ------ | --------- | ---- | ------------------------------ |
| 1      | ■志段味線 | 下り | 小幡緑地・中志段味・高蔵寺方面 |
| 2      | ■志段味線 | 上り | 大曽根方面                     |

## 利用状況
| 年度                 | 乗車人員(人/日) |
| -------------------- | --------------- |
| 2001年（平成13年度） | 338             |
| 2002年（平成14年度） | 390             |
| 2003年（平成15年度） | 422             |
| 2004年（平成16年度） | 434             |
| 2005年（平成17年度） | 497             |
| 2006年（平成18年度） | 530             |
| 2007年（平成19年度） | 536             |
| 2008年（平成20年度） | 568             |
| 2009年（平成21年度） | 583             |
| 2010年（平成22年度） | 585             |
| 2011年（平成23年度） | 585             |
| 2012年（平成24年度） | 604             |
| 2013年（平成25年度） | 637             |
| 2014年（平成26年度） | 660             |
| 2015年（平成27年度） | 710             |
| 2016年（平成28年度） | 712             |
| 2017年（平成29年度） | 746             |
| 2018年（平成30年度） | 765             |
| 2019年（令和元年度） | 761             |
| 2020年 (令和2年度)   | 608             |
| 2021年 (令和3年度)   | 666             |
| 2022年 (令和4年度)   | 732             |

※ 乗車人員（人/日）は、年度別乗車人員を、その年度の暦日で除したもの（小数点以下四捨五入）

## 停留場周辺
- 名古屋白沢郵便局
- 名古屋市立白沢小学校[4]
- 道風記念館（春日井市松河戸町）[5]
- 愛知県道202号守山西線
- 竜泉寺街道（愛知県道30号関田名古屋線）

## 隣の停留場
名古屋ガイドウェイバス
■ガイドウェイバス志段味線
川宮駅 (Y06) - 川村駅 (Y07) - 白沢渓谷駅 (Y08)